# Робертсон, Грегор
Грегор Ангус Бетюн Робертсон (англ. Gregor Angus Bethune Robertson; род. 18 сентября 1965, Норт-Ванкувер, Британская Колумбия) — канадский политик, член Либеральной партии, министр жилищного строительства и инфраструктуры (с 2025).

## Биография
В 1986 году окончил Колледж Колорадо, в октябре 1988 года отправился вместе с женой в плавание на 18-метровом кече Shoeless Joe в плавание через Тихий океан, добравшись до Французской Полинезии и Новой Зеландии. В 1990 году купил близ Форт Лэнгли молочную ферму площадью 20 гектаров, в 1994 году учредил вместе с деловым партнёром компанию по производству натуральных продуктов Happy Planet, в 2002—2004 годах управлял благотворительной организацией Tides Canada.

В 2005—2008 годах являлся депутатом Законодательного собрания Британской Колумбии от провинциальной Новой демократической партии.
В 2008—2018 годах занимал должность мэра Ванкувера, представляя муниципальную партию Vision Vancouver.
28 апреля 2025 года в качестве кандидата от Либеральной партии победил на парламентских выборах в округе Ванкувер Фрейзервью — Южный Барнеби.
13 мая 2025 года премьер-министр Марк Карни произвёл по итогам выборов масштабные перестановки в Кабинете, в результате которых Грегор Робертсон получил портфель министра жилищного строительства, инфраструктуры и местных сообществ, а также получил в своё ведение Агентство экономического развития Тихоокеанского побережья Канады.